# 드마니시

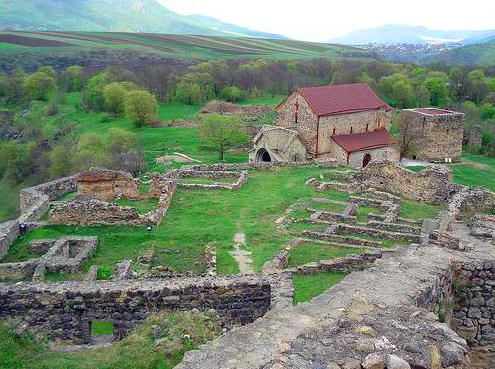
드마니시 시오니 바실리카와 중세 요새의 폐허

드마니시(조지아어: დმანისი)는 마샤베라 강 유역에 있는 조지아의 수도 트빌리시에서 거의 93 km 서남쪽의 크베모 카르틀리에 있는 작은 마을이며 고고학적 유적지이다.

## 역사
드마니시 마을은 초기 청동기시대 이래로 사람들이 정착해 왔음에도 불구하고, 9세기에 아랍의 트빌리시 토후의 소유지로 맨 처음 언급된다. 6세기에 정교회 기독교 성당인 "드마니시스 시오니"가 그 곳에 건축되었다. 무역로와 문화적 영향들이 합류하는 지점에 있는 트마니시는 중세 조지아의 주요 상업 중심지로 성장한 특별히 중요한 지역이었다. 그 그 마을은 1080년대에에 셀주크 투르크에게 정복당했지만, 후일 1123년과 1125년에 조지아의 왕 건설자 다비트와 데메트리오스 1세에 의해 해방되었다. 14세기에 티무르 지휘 하의 투르코-몽골은 그 지역을 초토화 시켰다. 1486년, 투르크만이 또 다시 약탈하게 되어, 드마니시는 다시는 소생할 수 없었으며 18세기 쯤에는 간간히 사람이 거주하는 마을로 쇠퇴했다.

## 고고학적 유적
1936년에는 그 지역에 대한 광범위한 고고학적 연구조사가 시작되었었고 1960년대에도 계속되었다. 고대와 중세 공예품들, 다양한 건물들과 구조물들의 폐허의 풍부한 유물들 이상으로, 선사시대 동물들과 사람들의 희귀한 흔적들이 발견되었다. 1983년에 조지아의 고생물 학자 V. 베구아는 동물의 뼈들 중에 몇 점들이 멸종한 코뿔소 디케로르히누스 에트루스쿠스 에트루스쿠스의 치아와 같은 것들 이라고 했다. 그 종은 플레이스토세 시대에 살았던 것으로 추정된다.
1984년에 원시 시대 석기들의 발견으로 그 지역의 고고학적 유적지에 대한 사람들의 관심이 늘어만 갔다. 1991년, 조지아 학술팀은 로미스츠-제르마니스체스 중앙 박물관 소속의 독일 고고학자들과 합동하여 연구를 진행했고, 나중에는 미국, 프랑스, 스페인 연구자들과도 합동해서 연구하게 되었다.

### 호모 게오르기쿠스
호모 게오르기쿠스라고 명명된 초기 인류의 화석이 1991~2005년 사이에 드마니시에서 발견되었다. 1백8십만 년 전의 H. 게오르기 쿠스는 호모에서 호모 에렉투스보다 먼저 분리된 종이며, 그 발견으로 캅카스에서 인류의 최초 활동 무대를 드러냈다.
뒤따라, 원시 인류의 두개골과 상체, 그렇지만 그에 따르는 상대적으로 진화한 척추와 하지를 가졌던 4 점의 뼈 화석들이 발견되었다. 오늘날에는 그 종은 분리된 종이 아니며, 바로 다음 종인 오스트랄로피테쿠스와 호모 에렉투스의 과도기 단계의 인류라고 여겨진다.

## 같이 보기
- 선사 시대 조지아
- 인류의 진화